# Phygopoides
Phygopoides is een kevergeslacht uit de familie van de boktorren (Cerambycidae). De wetenschappelijke naam van het geslacht werd voor het eerst geldig gepubliceerd in 2003 door Peñaherrera & Tavakilian.

## Soorten
Phygopoides omvat de volgende soorten:
- Phygopoides pradosiae Peñaherrera & Tavakilian, 2003
- Phygopoides talisiaphila Peñaherrera & Tavakilian, 2003